# Bahreïn aux Jeux olympiques d'été de 2012
Bahreïn participe aux Jeux olympiques d'été de 2012 à Londres au Royaume-Uni du 27 juillet au 12 août 2012. Il s'agit de sa 8e participation aux Jeux olympiques d'été.
Bahreïn fait partie des pays qui remportent une seule médaille au cours de ces Jeux olympiques. L'athlète Maryam Yusuf Jamal remporte la médaille de bronze au 1 500 mètres et il s'agit de la première médaille olympique jamais obtenue par Bahreïn. La tireuse sportive Azza Al Qasmi est la porte-drapeau de la délégation lors des cérémonies d'ouverture et de clôture.

## Cérémonies d'ouverture et de clôture
Bahreïn est la 16e délégation, après les Bahamas et avant le Bangladesh à entrer dans le stade olympique de Londres au cours du défilé des nations durant la cérémonie d'ouverture. La porte-drapeau du pays est la tireuse sportive Azza Al Qasmi, qui succède à l'athlète Rakia Al-Gassra.
Les délégations défilent mélangées lors de la cérémonie de clôture à la suite du passage de l'ensemble des porte-drapeaux des nations participantes. Comme lors de la cérémonie d'ouverture, le drapeau de Bahreïn est porté par Azza Al Qasmi.

## Médaillés
| Médaille | Discipline | Épreuve        | Athlète            | Performance   | Date         |
| -------- | ---------- | -------------- | ------------------ | ------------- | ------------ |
| Or       | Athlétisme | 1 500 m femmes | Maryam Yusuf Jamal | 4 min 10 s 74 | 10 août 2012 |

## Athlétisme
Hommes
Courses
| Athlète           | Épreuve         | Série          | Série | Demi-finale   | Demi-finale | Finale        | Finale |
| Athlète           | Épreuve         | Résultat       | Rang  | Résultat      | Rang        | Résultat      | Rang   |
| ----------------- | --------------- | -------------- | ----- | ------------- | ----------- | ------------- | ------ |
| Belal Mansoor Ali | 1 500 m hommes  | 3 min 38 s 69  | 10    | 3 min 35 s 40 | 7           | 3 min 37 s 98 | 10     |
| Ali Hasan Mahboob | 10 000 m hommes | NC             | NC    | NC            | NC          | DNF           |        |
| Bilisuma Shugi    | 5 000 m hommes  | 13 min 31 s 84 | 25    | NC            | NC          | –             | –      |

Femmes
Courses
| Athlète            | Épreuve         | Série          | Série | Demi-finale   | Demi-finale | Finale         | Finale                              |
| Athlète            | Épreuve         | Résultat       | Rang  | Résultat      | Rang        | Résultat       | Rang                                |
| ------------------ | --------------- | -------------- | ----- | ------------- | ----------- | -------------- | ----------------------------------- |
| Mimi Belete        | 1 500 m femmes  | 4 min 07 s 01  | 12    | 4 min 05 s 91 | 18          | –              | –                                   |
| Tejitu Daba        | 5 000 m femmes  | 15 min 05 s 59 | 14    | NC            | NC          | 15 min 21 s 34 | 12                                  |
| Lishan Dula        | marathon femmes | NC             | NC    | NC            | NC          | 2 h 36 min 20  | 62                                  |
| Shitaye Eshete     | 5 000 m femmes  | 15 min 05 s 48 | 13    | NC            | NC          | 15 min 19 s 13 | 10                                  |
| Shitaye Eshete     | 10 000 m femmes | NC             | NC    | NC            | NC          | 30 min 47 s 25 | 6                                   |
| Maryam Yusuf Jamal | 1 500 m femmes  | 4 min 05 s 39  | 3     | 4 min 02 s 18 | 4           | 4 min 10 s 74  | Médaille de bronze, Jeux olympiques |
| Genzeb Shumi       | 800 m femmes    | 2 min 07 s 77  | 24    | 2 min 01 s 76 | 20          | –              | –                                   |
| Genzeb Shumi       | 1 500 m femmes  | 4 min 14 s 02  | 34    | –             | –           | –              | –                                   |

## Natation
| Athlète        | Compétition            | Série         | Série | Demi-finale | Demi-finale | Finale   | Finale |
| Athlète        | Compétition            | Résultat      | Rang  | Résultat    | Rang        | Résultat | Rang   |
| -------------- | ---------------------- | ------------- | ----- | ----------- | ----------- | -------- | ------ |
| Sara Al Flaij  | 50 m nage libre femmes | 33 s 81       | 68    | –           | –           | –        | –      |
| Khalid Alibaba | 100 m papillon hommes  | 1 min 04 s 05 | 42    | –           | –           | –        | –      |

## Tir
| Athlète       | Compétition                      | Qualification | Qualification | Finale | Finale |
| Athlète       | Compétition                      | Points        | Rang          | Points | Rang   |
| ------------- | -------------------------------- | ------------- | ------------- | ------ | ------ |
| Azza Al Qasmi | Carabine 50 m 3 positions femmes | 576           | 33            | –      | –      |